# Hampreston
Hampreston – wieś w Anglii, w hrabstwie Dorset, w dystrykcie (unitary authority) Dorset. Leży 37 km na wschód od miasta Dorchester i 150 km na południowy zachód od Londynu.